# Вариация Голдберга
Вариация Голдберга (англ. «The Goldberg Variation») — 6-й эпизод 7-го сезона сериала «Секретные материалы». Премьера состоялась 12 декабря 1999 года на телеканале FOX. Эпизод принадлежит к типу «монстр недели» и никак не связан с основной «мифологией сериала», заданной в первой серии.
Режиссёр — Томас Райт, автор сценария — Джеффри Белл, приглашённые звёзды —  Эрни Ли Бенкс, Крис Фоглман, Уилли Гарсон и Шайа Лабаф.
В день выхода серию посмотрели 14,49 миллиона человек.
Главные герои серии — Фокс Малдер (Дэвид Духовны) и Дана Скалли (Джиллиан Андерсон), агенты ФБР, расследующие сложно поддающиеся научному объяснению преступления, называемые Секретными материалами.
Название серии отсылает одновременно к машинам Голдберга и к Вариациям Гольдберга.

## Сюжет
Малдер и Скалли встречают Генри Уимза, самого удачливого человека в мире.

### В ролях
- Эрни Ли Бенкс в роли Мориса Альберта
- Крис Фоглман в роли Билли
- Уилли Гарсон в роли Генри Уимза
- Шайа Лабаф в роли мальчика Ричи Лупона, которому помогал Генри Уимз